# Municipio de Retalhuleu
Municipio de Retalhuleu är en kommun i Guatemala.   Den ligger i departementet Departamento de Retalhuleu, i den sydvästra delen av landet, 130 km väster om huvudstaden Guatemala City.
Följande samhällen finns i Municipio de Retalhuleu:
- Retalhuleu